# 라싱 베이루트

라싱 베이루트(아랍어: نادي الراسينغ بيروت)은 베이루트를 연고로 하는 레바논의 축구단이다. 현재 레바논 프리미어리그에 참가하고 있다.

## 우승
- 레바논 프리미어리그: 1955–56, 1964–65, 1969–70
- 레바논 챌린지컵: 2016, 2017
- 레바논 2부 리그: 1999–2000, 2006–07

## 선수 명단

### 현역
- 모하마드 카도흐(2020 ~ 2021, 2023 ~ )
- 자드 누레딘(2023 ~ )
- 롤랜드 오쿠리
- 브렐 모헨디키
- 얀 모콤보
- 제하드 아부 엘 아이네인

## 역대 감독
| 감독                | 임기   |
| ------------------- | ------ |
| 류비샤 브로치치     | 1955   |
| 블라디미르 부요비치 | 2023 ~ |